# Evangelio secreto de Marcos

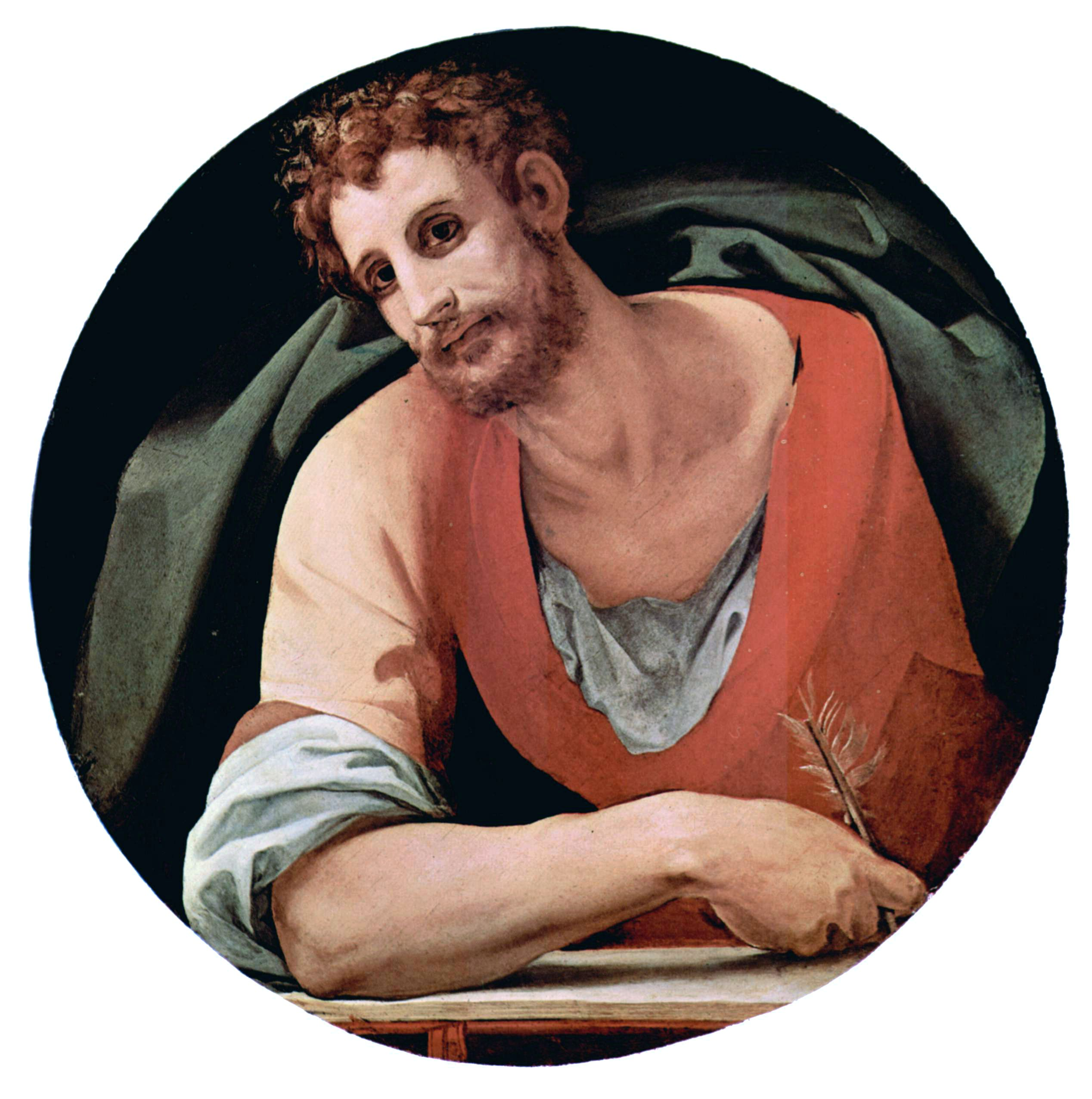
San Marcos, por Angelo Bronzino. Oleo sobre tabla.

El Evangelio secreto de Marcos es un evangelio apócrifo perdido del que se citan dos breves fragmentos en una carta atribuida a Clemente de Alejandría que fue descubierta en 1958 por Morton Smith, y sobre cuya autenticidad existen serias dudas. 
Según afirma el autor de la carta, durante el siglo II circularon al menos dos versiones diferentes del evangelio de Marcos en la ciudad de Alejandría. Una de ellas, redactada primero, correspondería al actual evangelio canónico de Marcos; la siguiente, escrita después y dirigida a un grupo de iniciados, sería el evangelio secreto de Marcos, al que corresponden los fragmentos citados en la carta. 
No existe ninguna otra referencia a un evangelio secreto de Marcos en la literatura cristiana conocida. Se sabe, sin embargo, que existió un evangelio de Mateo alternativo, que Ireneo, Jerónimo y otros autores denominan Evangelio de los hebreos. Por otra parte, los manuscritos que se conocen del evangelio de Marcos no son exactamente iguales entre sí, por lo que la idea de que un mismo evangelio circulase en varias versiones diferentes no es en absoluto extraña. 
Se han puesto en cuestión tanto la autenticidad de la carta como la existencia del evangelio secreto. Por una parte, este evangelio resulta enormemente polémico, ya que contiene posibles implicaciones sobre homosexualidad en Jesús, por otro lado, las anómalas circunstancias en que la carta fue descubierta hacen sospechar que pudiera tratarse de una falsificación. 
Actualmente los estudiosos no han llegado a un acuerdo, mientras algunos defienden la teoría de una falsificación, otros consideran que la carta de Clemente es auténtica y que el evangelio secreto de Marcos debe ser considerado como un texto del cristianismo primitivo.

## Descubrimiento y desaparición
En 1958, Morton Smith, profesor de historia antigua en la Universidad de Columbia, descubrió en la biblioteca del antiguo monasterio ortodoxo de Mar Saba,  a unos 20 kilómetros de Jerusalén, una carta copiada a mano en las páginas en blanco de un libro impreso en el siglo XVII. La carta estaba escrita en griego, con una caligrafía característica del siglo XVIII. El autor se identificaba al comienzo del texto como "Clemente, autor del Stromata", es decir, el conocido teólogo y moralista cristiano Clemente de Alejandría, que vivió hacia el año 200. 
Smith fotografió las tres páginas del libro que contenían la carta. Más adelante, al traducirla, hizo algunos descubrimientos sorprendentes. La carta estaba dirigida a un tal Teodoro, personaje completamente desconocido, y en ella Clemente respondía a una serie de preguntas sobre una secta del cristianismo primitivo de la que sí hay noticias, los carpocracianos, así llamados por el nombre de su fundador, Carpócrates. En este contexto se encontraban las referencias al evangelio secreto de Marcos, utilizado por los carpocracianos, del que la carta citaba dos breves fragmentos.
Tras su descubrimiento por Smith, el libro que contenía la carta fue archivado por los monjes de Mar Saba. Sin embargo, ningún otro especialista ha logrado examinar la supuesta carta de Clemente de Alejandría, aunque dos académicos, David Flusser y Guy Stroumsa, vieron el manuscrito en 1976.  También está documentado su traslado a la biblioteca griega ortodoxa de Jerusalén, donde las páginas fueron extraídas del libro, fotografiadasa color, y desde entonces no se ha vuelto a saber de ellas. Si bien las nuevas fotografías del texto, han sido publicadas.

## La cuestión de la autenticidad
Debido tanto a la naturaleza polémica de los contenidos de la carta y la implicación de la existencia de un evangelio secreto como al hecho de que el original no puede ya ser examinado -ni datado- por los estudiosos, la autenticidad del descubrimiento de Smith es objeto todavía de un encendido debate, sin que pueda en la actualidad afirmarse si se trata o no de un texto auténtico. 
Algunos hechos son indudables: el libro existe, y en él hay una carta escrita con caligrafía del siglo XVIII que Smith fotografió. El estilo del texto es el de otras obras de Clemente de Alejandría, y las citas del evangelio secreto utilizan un lenguaje muy similar al del Evangelio canónico de Marcos. 
Las razones a favor y en contra de la autenticidad pueden resumirse como sigue:

### A favor
1. El examen de la caligrafía de la carta, tal y como aparece en las fotografías que tomó Smith, arroja la conclusión de que corresponde al siglo XVIII. Si de verdad fue escrito en esta época, una falsificación tan perfecta no habría sido posible, pues implica un conocimiento exhaustivo de la literatura cristiana primitiva que estaba lejos de haberse alcanzado por entonces.
2. La carta es perfectamente coherente con lo que se conoce del cristianismo primitivo, incluyendo la referencia a los carpocracianos, secta de la que hay numerosas menciones de otros autores.
3. La moderna crítica literaria ha visto en la carta numerosos rasgos estilísticos y de vocabulario estadísticamente frecuentes en la obra de Clemente de Alejandría, lo que parece apuntar que la carta es auténtica. También las breves citas de Marco utilizan el lenguaje propio del evangelista Marcos, lo que parece indicar que proceden del mismo autor.
4. Recientemente se han establecido paralelismos entre palabras y expresiones del Evangelio Secreto con otras atestiguadas de manera exclusiva en el Códice Beza, lo que refuerza la idea de un texto auténtico.[2]
5. Las fotografías más recientes del texto, tomadas en color durante los años 1970 por el antiguo bibliotecario del monasterio padre Kallistos Dourvas, no muestran el "temblor del falsificador" aludido por los defensores de la teoría del fraude, ni las similitudes de sus trazos con muestras de la escritura de Smith.[3]

### En contra
1. La desaparición del manuscrito impide que pueda realizarse un análisis químico de la tinta utilizada, lo que permitiría saber con certeza si fue efectivamente escrito en el siglo XVIII.
2. En la literatura de los primeros tiempos del cristianismo no hay ni una sola alusión ni a un evangelio secreto de Marcos, ni a la supuesta carta de Clemente a Teodoro acerca de los carpocracianos. El propio Clemente, que los menciona en otros lugares de su obra, no hace jamás referencia a esta carta.
3. Existen algunas contradicciones entre lo que Clemente afirma en esta carta y lo que dice en la mayoría de sus obras.
4. Las similitudes de vocabulario y estilo tanto con Marcos, en los fragmentos citados, como con Clemente, en el resto de la carta, son tantas que parecen producto de una imitación deliberada que hubiese concentrado en estos breves textos muchos de los elementos característicos de ambos. Como ha indicado en un artículo A.H. Criddle (Criddle:1995), es estadísticamente improbable la coincidencia en un texto tan pequeño de tantas palabras características del vocabulario de Clemente.
5. Las Fotografías presentadas por Smith presentan moho en el libro, algo que no hubiera ocurrido en un documento procedente del clima seco donde estaba ubicado el monasterio. Lo más probable es que el libro fuera de algún otro lugar, puede que de Europa o Norteamérica.[4]
6. Expertos examinaron las fotografías del texto ampliadas, constataron lo que se llama "temblor del falsificador," que se produce cuando el texto no se escribe con naturalidad, sino que es dibujado por un falsificador para engañar. Por otra parte, hay líneas imprecisas, alzamientos de la pluma entre los trazos: toda clase de indicaciones de que fue falsificado. Y además de todo esto, cuando se compararon las letras griegas con una muestra del escrito de Smith, descubrieron que el texto de Clemente presentaba la misma caligrafía desusada de las letras zeta y lambda que encontramos en el texto de Smith.[4]
7. Se supone que Smith, se inspiró en una novela de James Hogg Hunter, El Misterio de Mar Saba, publicada en 1940.[5][6][7]

## La carta de Mar Saba
La supuesta carta de Clemente está dirigida a un seguidor suyo llamado Teodoro.  Este último le habría interrogado acerca de los carpocracianos. Clemente asegura que el evangelio secreto de Marcos que utiliza esta secta ha sido falsificado por ellos, y para demostrarlo aduce dos pasajes del verdadero evangelio secreto de Marcos, que él afirma conocer. Explica que Marcos escribió dos evangelios: uno, el canónico, dirigido al común de los fieles, y otro, el secreto, escrito en Alejandría tras el martirio de Pedro y dirigido a aquellos espiritualmente más avanzados, conteniendo enseñanzas secretas. Éste sería el evangelio secreto de Marcos, según Clemente manipulado por los carpocracianos. A continuación Clemente cita dos pasajes de este evangelio, anotando que el primer fragmento citado se sitúa inmediatamente después de Marcos 10:34, y el segundo en 10:46. Continúa señalando que otros pasajes sobre los que Teodoro ha preguntado son falsificaciones, aunque no los cita. La carta se interrumpe abruptamente, en medio de la frase "Ahora, la verdadera interpretación conforme a la verdadera filosofía..."

## El texto del evangelio secreto
Clemente cita únicamente dos fragmentos del evangelio secreto de Marcos, de los que indica su ubicación en relación con el Marcos canónico.

### Primer fragmento
Según Clemente este fragmento debe situarse entre Marcos 10:34 y Marcos 10:35.
"Y llegaron a Betania, y había allí una mujer cuyo hermano había muerto. Llegó, se postró de rodillas ante Jesús y le dijo: 'Hijo de David, ten piedad de mí'. Pero los discípulos la reprendían. Jesús se enfadó y se fue con la mujer hacia el jardín donde estaba la tumba. Y al instante se oyó desde el sepulcro una gran voz; y acercándose Jesús hizo rodar la piedra de la puerta de la tumba. Y en seguida entró donde estaba el joven, extendió su mano y lo resucitó. Y el joven, mirando a Jesús, sintió amor por él y comenzó a suplicarle que se quedara con él. Y saliendo de la tumba, se fueron a la casa del joven, pues era rico. Y después de seis días le dio Jesús una orden; y cuando cayó la tarde vino el joven a Jesús, vestido con una túnica sobre el cuerpo desnudo. Y permaneció con él aquella noche, pues Jesús le enseñaba el misterio del reino de Dios. Y saliendo de allí se volvió a la otra ribera del Jordán.".
El añadido que los carpocracianos hacía a este fragmento era el siguiente: "estando desnudo con (el otro también) desnudo" (griego: gymnòs gymnô). No indica dónde se situaba este añadido, pero el único lugar lógico donde puede colocarse es después de "y permaneció con él aquella noche". Clemente rechaza esta interpretación. Por otro lado, numerosos autores han señalado las analogías de este fragmento con el episodio de la resurrección de Lázaro (Juan 11:41-44).

### Segundo fragmento
Este segundo texto está situado en medio de un versículo (10:46) del Marcos canónico en que realmente parece que falta algo. Marcos 10:46 dice:  "Entonces vinieron a Jericó" e, inmediatamente después, "al salir de Jericó él, sus discípulos y una gran multitud [...]". Esta discontinuidad narrativa ha hecho pensar a autores como Helmut Koester y J. D. Crossan que el evangelio canónico de Marcos es en realidad una versión abreviada -o expurgada- del evangelio secreto. El texto es el siguiente: 
"Y estaban allí la hermana del joven a quien amaba Jesús, y la madre de éste y Salomé; pero Jesús no las recibió.".

## Interpretaciones
Smith defendió que el evangelio secreto era el evangelio original de Marcos, en tanto que el canónico ha sido expurgado de algunos pasajes. Como ejemplo aduce el segundo fragmento que, al situarse entre las dos frases de Marcos 10:46 Marcos 10:46, "Entonces vinieron a Jericó" y "y al salir de Jericó" dota de mayor coherencia a la narración. 
En cuanto al joven citado en el primer fragmento, Smith cree que se trata del mismo personaje que sigue a Jesús "cubierto con una sábana" (Marcos 14:51), y huye cuando Jesús es arrestado en el huerto de Getsemaní. 
En un libro publicado en 1978 (Jesus the Magician), Smith desarrolla una teoría sobre Jesús que tiene su base en el segundo fragmento del evangelio secreto. El encuentro entre Jesús y el joven es para Smith una iniciación secreta, reservada sólo a un grupo selecto de seguidores, similar a la de las religiones mistéricas. En concreto, Smith sugiere una práctica bautismal de carácter mágico. Hay que tener en cuenta que la idea de que Jesús bautizara a sus seguidores no aparece en los evangelios sinópticos, aunque sí en el Evangelio de Juan. 
Este ritual secreto de iniciación implicaba, según Smith, una unión espiritual con Jesús en la que el iniciado realizaba una especie de viaje mágico al Reino de Dios. Smith especula sobre qué tipo de ritos tenían lugar en esta iniciación, pero da por sentado que tenían un importante componente físico. Llega incluso a afirmar que "el liberarse de las leyes puede haber llevado a que se completara la unión espiritual con la unión física".
Para Smith, Jesús fue básicamente un mago, e incluso llega a pensar que fue condenado a muerte acusado de brujería, y que ciertas prácticas libertinas realizadas por algunas primeras sectas cristianas, como los carpocracianos mencionados por Clemente, tienen su origen en las enseñanzas de Jesús mismo. 
La interpretación de Smith ha sido rechazada por la inmensa mayoría de los estudiosos. Reginald Fuller considera que estas supuestas enseñanzas secretas y rituales de iniciación son sospechosos de anacronismo para la época histórica de Jesús, y tienen en cambio muchos puntos de contacto con el gnosticismo que se desarrolló en Alejandría en el siglo II.

## El tema del secreto en el evangelio canónico de Marcos
En el evangelio canónico de Marcos hay referencias a enseñanzas secretas que eran impartidas por Jesús únicamente a su círculo más allegado. La idea de diferentes niveles de iniciación es común a todas las religiones mistéricas, muchas de las cuales eran contemporáneas del cristianismo. ¿Existían también en el cristianismo, según parece indicar la carta de Clemente, diversos niveles de iniciación? 
En Marcos, el tema del secreto es bastante complejo, y había llamado la atención de los estudiosos mucho tiempo antes de que fuera descubierta la carta de Mar Saba. Según Robert M. Grant (Grant 1963), la idea del secreto está presente en el texto evangélico tanto a través del frecuente tema del silencio como del de las "enseñanzas secretas" de Jesús.
Las referencias al silencio son muy frecuentes. Jesús ordena silencio a los demonios en el momento del exorcismo, para que no hablen acerca de él (Marcos 1:25; Marcos 1:34; Marcos 3:12)), y también a sus seguidores o a los que han sido curados por él (Marcos 1:43-45, Marcos 5:43, Marcos 7:36, Marcos 8:26). A sus discípulos les pide que mantengan en secreto que él es el Mesías ( Marcos 8:30, la transfiguración (Marcos 9:9), o incluso su estancia en Tiro (Marcos 7:24), o sus viajes por Galilea (Marcos 9:30)). 
En cuanto a las enseñanzas secretas, en Marcos 4:10-12, Jesús dice que el secreto del Reino de Dios  sólo será revelado a sus allegados, en tanto que a los de fuera, "todo les resulta enigmático" (Marcos 4:10-12). Muchas de las enseñanzas de Jesús van dirigidas a un grupo escogido de discípulos (Marcos 5:37, Marcos 13:3), y todas las referencias a la pasión y la resurrección tienen lugar en el camino, lejos de las multitudes (Marcos 10:32). 
Todas estas referencias al secreto parecen avalar la referencia de Clemente en la carta a un evangelio secreto, dirigido a una minoría escogida, de mayor perfección espiritual.